# Championnat du Portugal féminin de football 2007-2008
Navigation
Édition précédente Édition suivante
La saison 2007-2008 du Championnat du Portugal féminin de football est la 23e édition de la compétition. 6 clubs participe à ce championnat. Chaque clubs affrontent à quatre reprises les cinq autres selon le principe des matches aller et retour, en deux phases, une première phase en matchs aller-retour tout comme la deuxième, les points de chaque phase s'additionnent.
Le 1° Dezembro, se montre une nouvelle fois intransigeant avec ses adversaires, remportant à la fois la coupe et le championnat, ne perdant aucune rencontre sur les deux compétitions. Laissant le deuxième du championnat, le Boavista, à 21 points et gagnant la finale 6 à 0, contre le Clube de Albergaria. Tout comme la saison dernière, le promu (Odivelas), ne fait qu'une courte apparition dans le championnat élite du football féminin portugais.

## Clubs participants
Ce tableau présente les cinq équipes qui disputent le championnat 2007-2008. On y trouve le nom des clubs, la date de création du club, le nom des stades ainsi que la capacité de ces derniers.
Légende des couleurs
- Vainqueur de la Campeonato Nacional Feminino la saison précédente.
- Promu de division inférieure.

| \| Odivelas 1º Dezembro Escola Murtoense Boavista Várzea \| Localisation des clubs engagés. |
| Odivelas 1º Dezembro Escola Murtoense Boavista Várzea                                       |

| Nom du club       | Date de création | Dernière montée | Division 2006-2007       | Stade                                    | Capacité | Titres | Classement saison précédente |
| ----------------- | ---------------- | --------------- | ------------------------ | ---------------------------------------- | -------- | ------ | ---------------------------- |
| SU 1º Dezembro    | 1880             | 1994            | Campeonato Nacional      | Campo Conde de Sucena                    | 1 000    | 7      | 1er                          |
| Boavista FC       | 1903             | 1985            | Campeonato Nacional      | Campo de Treinos do Estádio do Bessa XXI | 500      | 11     | 2e                           |
| ARC Várzea        | 1977             | 2000            | Campeonato Nacional      | Campo de Jogos da Várzea                 | 1 000    | /      | 3e                           |
| Escola Molelinhos | -                | 1990            | Campeonato Nacional      | Campo do Vale da Pata                    | 800      | /      | 4e                           |
| SM Murtoense      | 2002             | 2003            | Campeonato Nacional      | Estádio Municipal da Murtosa             | 1000     | /      | 5e                           |
| Odivelas FC       | 1939             | 2003            | Campeonato de II Divisão | Complexo Desportivo de Odivelas          | -        | /      | II Divisão                   |

## Compétition

### Règlement
Le classement est calculé avec le barème de points suivant : une victoire vaut trois points, le match nul un. La défaite ne rapporte aucun point.
Les critères utilisés pour départager les équipes en cas d'égalité au classement sont les suivants :
1. plus grand nombre de points dans les confrontations directes ;
2. plus grande différence de buts particulière ;
3. plus grande différence de buts générale ;
4. plus grand nombre de buts marqués.

### Classement[1]
| Rang | Équipe            | Pts | J  | G  | N | P  | Bp | Bc | Diff |
| ---- | ----------------- | --- | -- | -- | - | -- | -- | -- | ---- |
| 1    | SU 1º DezembroT   | 56  | 20 | 18 | 2 | 0  | 76 | 14 | +62  |
| 2    | Boavista FC       | 35  | 20 | 11 | 2 | 7  | 33 | 27 | +6   |
| 3    | ARC Várzea        | 30  | 20 | 8  | 6 | 6  | 31 | 28 | +3   |
| 4    | SM Murtoense      | 19  | 20 | 5  | 4 | 11 | 23 | 35 | -12  |
| 5    | Escola Molelinhos | 19  | 20 | 4  | 7 | 9  | 28 | 33 | -5   |
| 6    | Odivelas FCP      | 9   | 20 | 2  | 3 | 15 | 17 | 71 | -54  |

|  | Vainqueur de la compétition. |
|  | T Tenant du titre. P Promu de division inférieure. Pts points ; G victoires ; N match nuls ; P défaites Bp buts marqués ; Bc buts encaissés ; Diff différence de buts |

| Résultats (▼dom., ►ext.)                                   | 1ºD | 1ºD | Boa | Boa | Vár | Vár | Mur | Mur | Esc | Esc | Odi | Odi |
| SU 1º Dezembro                                             |     |     | 4-1 | 4-0 | 4-2 | 2-0 | 8-2 | 6-0 | 7-1 | 1-0 | 8-1 | 2-1 |
| Boavista FC                                                | 1-3 | 0-2 |     |     | 2-0 | 0-1 | 1-0 | 3-1 | 2-1 | 0-0 | 6-0 | 1-2 |
| ARC Várzea                                                 | 0-1 | 1-1 | 3-4 | 2-1 |     |     | 2-2 | 2-1 | 1-1 | 2-2 | 8-0 | 2-0 |
| SM Murtoense                                               | 1-3 | 0-1 | 1-2 | 0-2 | 0-1 | 0-1 |     |     | 0-0 | 1-0 | 2-0 | 3-0 |
| Escola Molelinhos                                          | 2-2 | 0-6 | 0-2 | 0-1 | 5-0 | 1-1 | 0-0 | 0-2 |     |     | 9-2 | 3-1 |
| Odivelas FC                                                | 1-4 | 0-7 | 1-2 | 2-2 | 0-1 | 1-1 | 0-4 | 3-3 | 1-3 | 1-0 |     |     |
| - Victoire à domicile - Match nul - Victoire à l'extérieur |     |     |     |     |     |     |     |     |     |     |     |     |

### Évolution du classement
| Journée ╱ Équipe  | 1              | 2 | 3 | 4 | 5 | 6 | 7 | 8 | 9 | 10 | 11 | 12 | 13 | 14 | 15 | 16 | 17 | 18 | 19 | 20 |   |
| ----------------- | -------------- | - | - | - | - | - | - | - | - | -- | -- | -- | -- | -- | -- | -- | -- | -- | -- | -- | - |
| Journée ╱ Équipe  | SU 1º Dezembro | 1 | 1 | 1 | 1 | 1 | 1 | 1 | 1 | 1  | 1  | 1  | 1  | 1  | 1  | 1  | 1  | 1  | 1  | 1  | 1 |
| Boavista FC       | 2              | 4 | 2 | 2 | 2 | 2 | 2 | 2 | 2 | 2  | 2  | 2  | 2  | 2  | 2  | 2  | 2  | 2  | 2  | 2  |   |
| ARC Várzea        | 3              | 5 | 5 | 5 | 5 | 4 | 4 | 5 | 5 | 4  | 3  | 3  | 3  | 3  | 3  | 3  | 3  | 3  | 3  | 3  |   |
| Escola Molelinhos | 6              | 3 | 4 | 3 | 3 | 3 | 3 | 3 | 3 | 3  | 4  | 4  | 5  | 5  | 5  | 5  | 5  | 5  | 5  | 5  |   |
| SM Murtoense      | 4              | 2 | 3 | 4 | 4 | 5 | 5 | 4 | 4 | 5  | 5  | 5  | 4  | 4  | 4  | 4  | 4  | 4  | 4  | 4  |   |
| Odivelas FC       | 5              | 6 | 6 | 6 | 6 | 6 | 6 | 6 | 6 | 6  | 6  | 6  | 6  | 6  | 6  | 6  | 6  | 6  | 6  | 6  |   |

## Bilan de la saison
| Championnat du Portugal féminin de football 2007-2008 |                                    |
| Champion                                              | SU 1º Dezembro (8e titre)          |
| Dauphin                                               | Boavista FC                        |
| Coupes et trophées                                    |                                    |
| Vainqueur de la Coupe du Portugal 2007-2008           | SU 1º Dezembro                     |
| Coupe féminine de l'UEFA 2008-2009                    | SU 1º Dezembro                     |
| Promotions et relégations                             |                                    |
| Promus en Campeonato Nacional                         | Beira Mar Atlético Clube de Almada |
| Relégués en II Divisão Nacional                       | Odivelas Futebol Clube             |